# Timid Tiger
Timid Tiger est un groupe allemand d'electro, originaire de Cologne.

## Histoire
Les auteurs-compositeurs Keshav Purushotham et Christian Voss se rencontrent pour la première fois durant l'été 2002. Ils deviennent amis et ont composé ensemble quelques chansons à la guitare acoustique. Après un trimestre, ils décident d'enregistrer les compositions avec l'ancien groupe de Purushotham, Radio Voices. Outre Purushotham et Voss, le nouveau groupe Timid Tiger se compose du claviériste Evgeni Kouris, du bassiste Thilo Schmelzer et de Felix Günther à la batterie. Lors de leur premier concert, le 23 mai 2003 au club de jeunesse de Deutz, à Cologne, ils rencontrent le dessinateur de bande-dessinée et musicien Klaus Cornfield. Ce dernier dessine le tigre pour le logo du groupe.
En 2004, l'EP Timid Tiger and the Electric Treasure Box sort sur le label indépendant Highcat Records de Cologne. La chanson Miss Murray est reprise par les stations de radio et incluse dans le CD accompagnant l'édition de mai du magazine Spex. Le label discographique indépendant hambourgeois L'Âge d'or signe Timid Tiger début 2005. Miss Murray est réédité en tant que single. En mai 2005, Timid Tiger and a Pile of Pipers, le premier album du groupe, sort,. En 23 mars 2006, ce premier album est également rendu disponible au Japon. L'année suivante, Thilo Schmelzer et Felix Günther quittent le groupe et sont remplacés à partir de 2008 par Christopher Martin à la basse et Steffen Wilmking à la batterie. Avec cette formation, ils produisent désormais eux-mêmes leur musique dans leur propre studio d'enregistrement à Cologne (Electric Island).
Le 16 mars 2009, l'EP The PMA. EP, qui contenait entre autres une reprise de Womanizer de Britney Spears. Le label Columbia Berlin signe le groupe à l'automne 2009, et sort l'album Electric Island en 2010.
En 2012, Timid Tiger sort l'album The Streets are Black sur son propre label Papercup Records,.

## Discographie

### Albums studio
- 2005 : Timid Tiger and a Pile of Pipers
- 2010 : Timid Tiger and the Electric Island
- 2012 : The Streets are Black

### EP
- 2004 : Timid Tiger and the Electric Treasure Box
- 2009 : The PMA.EP
- 2009 : Electric Island EP

### Singles
- 2005 : Miss Murray
- 2005 : Combat Songs and Traffic Fights
- 2005 : Loveboat
- 2010 : Monster Remix (avec Chakuza)
- 2010 : Electric Island
- 2010 : Ina Meena Dika (It's Happening Now)
- 2012 : Nie auf (avec Casper et Cro)
- 2012 : The Sun Goes Down, The Streets are Black
- 2012 : Hangin' in the Sun
- 2013 : Walking in the Sand